# Rotherfield
Rotherfield – wieś w Anglii, w hrabstwie East Sussex, w dystrykcie Wealden. Leży 58 km na południowy wschód od Londynu. W 2007 miejscowość liczyła 3151 mieszkańców.